# Amalia Guglielminetti
Amalia Guglielminetti (Torino, 4 aprile 1881 – Torino, 4 dicembre 1941) è stata una scrittrice e poetessa italiana.

## Biografia
Amalia, che ebbe due sorelle, Emma ed Erminia, e un fratello, Ernesto, nacque da Pietro Guglielminetti e da Felicita Lavezzato; il bisnonno Pietro Guglielminetti si era trasferito da Cravanzana, dove era approdato da Sambughetto, suo paese natale, a Torino, verso il 1858, dove stabilì una piccola industria di materiali in legno: fu proprio lui, fornitore del Regio Esercito, l'inventore, intorno al 1860, della borraccia, allora fabbricata in legno.
Alla morte del padre, nel 1886, la famiglia si trasferì presso il nonno Lorenzo, «vecchio parsimonioso industriale, rigido clericale e severo custode del focolare domestico» che la fece studiare in scuole religiose.

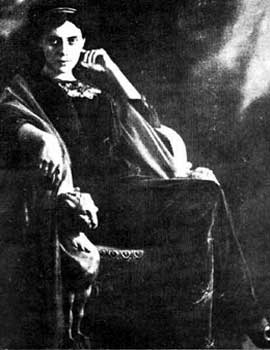
Amalia Guglielminetti in una foto di posa

Iniziò a collaborare dal 1901 con la «Gazzetta del Popolo», pubblicando poesie sul suo supplemento domenicale, parte delle quali saranno raccolte nel volume Voci di giovinezza, edito nel 1903. Si tratta di versi scolastici e spesso goffi, come
(da Sogni e ricami)
che non lasciarono alcuna traccia nel panorama letterario torinese.
Molto diversa e favorevole fu invece l'accoglienza riservata alle poesie de Le Vergini folli, il cui manoscritto, offerto in visione al professor Arturo Graf, fu da lui pubblicamente definito «collana preziosissima» di versi «belli e nuovi» e successivamente, a pubblicazione avvenuta, in un biglietto ad Amalia, Graf scrisse: «la sua ispirazione è viva, schietta, delicata quanto più si possa dire, e l'arte la seconda a meraviglia. Quelle sue figure di fanciulle e donne son cose di tutta gentilezza, e molti sonetti son di squisita fattura. E il tutto par che le venga così spontaneo!» Dino Mantovani, critico de «La Stampa», vide in Amalia un insieme di Gaspara Stampa e di Saffo.
Guido Gozzano, con il quale Amalia iniziò una relazione poco dopo la pubblicazione del libro, le aveva inviato la sua Via del rifugio e la Guglielminetti ricambiò l'offerta con le sue Vergini folli, commentando di non avere, in quella sua opera, «ancora assaporato le squisitezze dell'arte, solo ho sfiorato l'essenza, l'anima della sua poesia: un'anima un poco amara, un poco inferma».
Gozzano rispose il 5 giugno 1907, riferendosi al giudizio del Mantovani, che «i suoi sonetti, tecnicamente euritmici, disinvolti nell'atteggiamento, nobilissimi nella rima ricca [....] sono superiori a quelli di Gaspara Stampa [....] anche Madonna Gasparina fu vittima della maniera del suo tempo, come noi lo siamo del nostro, con gl'imparaticci d'annunziani» e che «il lettore ha l'impressione di essere per qualche istante ammesso in un giardino claustrale: ad ogni svolto di sentiero, fra i cespi di gigli e gli archi de' rosai, una nuova coorte di vergini si fa innanzi cantando una nuova sorta di martirio o di speranza. Ella compie nel suo libro, Egregia Guglielminetti, quasi un vergiliato, e conduce il lettore attraverso i gironi di quell'inferno luminoso che si chiama verginità», individuando - l'inferno luminoso è il Purgatorio - radici dantesche nella stesura di quei sonetti, ridimensionando il petrarchismo di Amalia e sottolineando l'inevitabile dannunzianesimo dei versi.
Divenne successivamente e per breve tempo l'amante di Pitigrilli (pseudonimo di Dino Segre): una relazione burrascosa che terminò con una causa in Tribunale, con la Guglielminetti assolta dall'accusa di diffamazione per "temporanea incapacità di intendere e volere".
Nel 1935 ella si trasferì a Roma tentando la carriera giornalistica, ma non ebbe successo e fece così ritorno due anni dopo (1937) a Torino, dove passò gli ultimi anni della sua vita in solitudine.
Morì il 4 dicembre 1941 a causa di una setticemia generata da una ferita che si era fatta diversi giorni prima cadendo dalle scale nel tentativo di raggiungere di corsa il rifugio antiaereo dopo aver udito le sirene d'allarme per il bombardamento. 
È sepolta nel Cimitero monumentale di Torino. Nel 2012 l'editore Bietti ne ha ripubblicato l'opera in versi e l'epistolario con Guido Gozzano, a cura di Silvio Raffo.

## Opere

### Poesia
- Voci di giovinezza, Torino; Roma, Roux e Viarengo, 1903
- Le vergini folli, Torino; Roma, Società Tip. Ed. Nazionale, 1907, L'Alcova Letteraria, 2024
- Le vergini folli - Le seduzioni (con un autoritratto e intervista), Chioggia-Venezia, Damocle, 2012
- Le seduzioni, Torino, S. Lattes e C., 1909; Palomar, 2001
- Emma, Torino, Tip. V. Bona, 1909
- L'insonne, Milano, Treves, 1913
- Fiabe in versi, Ostiglia, La scolastica 1916
- Il ragno incantato, Roma; Milano, Mondadori 1922
- La carriera dei pupazzi, Milano, Sonzogno, 1924
- I serpenti di Medusa, Milano, La Prora, stampa 1934
- L’insonne, Fiabe in versi e altri scritti, coll. Donne in poesia a cura di M. G. Amati, Bertoni Editore, Perugia 2022.
- Le vergini folli, Rimini, Raffaelli Editore, 2024
- Le seduzioni, Rimini, Raffaelli Editore, 2024

### Narrativa
- I volti dell'amore, Milano, Fratelli Treves, 1913
- Anime allo specchio, Milano, Treves, 1915
- Le ore inutili, Milano, F.lli Treves, 1919
- Gli occhi cerchiati d'azzurro, Milano, Italia, 1920
- La porta della gioia, Milano, Vitagliano, 1920
- La reginetta Chiomadoro, Roma-Milano, Mondadori, 1921
- Le distrazioni di Mimi, Milano, Gandolfi 1922
- Quando avevo un amante, Milano, Casa Ed. Sonzogno, 1923
- La rivincita del maschio, Torino, Lattes, 1923 (ripubblicato da Alessandro Ferraro per Sagep Editori nel 2014)
- Il pigiama del moralista, Roma, Fauno, 1927 (ripubblicato da Tab edizioni, 2023)
- Tipi bizzarri: novelle, Milano, Mondadori, 1931 (ripubblicato da Rina Edizioni nel 2018)
- Passione, novella in: L’uomo che è mio di Luciana Peverelli, Rizzoli 1940.
- Il cuore tardo, Pisa, ETS 1985

### Teatro
- L'amante ignoto, poema tragico, Milano, Treves, 1911
- Il gingillo di lusso, commedia in un atto, 1924
- Il ladro di gioielli, commedia in un atto, 1924
- Nei e cicisbei - Il baro dell'amore - Commedia in un atto: Commedia in tre atti, Milano,  Mondadori, 1926

### Epistolari
- Lettere d'amore di Guido Gozzano e Amalia Guglielminetti, prefazione e note di Spartaco Asciamprener, Milano, Garzanti, 1951,